# Український інженер (часопис)
Український інженер (фр. «L`Ingenieur Ukrainien») — український журнал, друкований “Орган Союзу організацій інженерів українців на еміґрації“. Виходив у 1931-1932 роках у місті Подєбради у Чехословацькій Республіці.
Головний редактор — професор Української господарської академії в Подєбрадах Василь Іванис.

## Автори
У журналі друкувалися Василь Іванис, Ольґерд-Іполит Бочковський, Іван Фещенко-Чопівський, Іван Шовгенів, Борис Іваницький, Микола Добриловський, Борис Мартос, Віктор Сапицький та інші.

## Зміст
На сторінках часопису висвітлювалася питання економіки, металургії, геодезії, архітектури тощо.
Велися хроніки “З технічного і господарського життя“, “Ринок праці“ і “Життя українських інженерів на еміграції“ та інші.
Всього вийшло 4 номери журналу — по 2 номери на рік. У № 1 вміщено статтю доцента О. І. Бочковського “Поневолена нація та інженери“, у № 3 — статтю В. Січинського “Шевченко — ґравер“, у № 4 — редакційну статтю “Три свята української культури“.
Опубліковано звіт про Перший річний З`їзд представників Організації інженерів українців на еміґрації.
Видання припинено у 1932 році через від`їзд головного редактора Василя Іваниса до Німеччини, де він став професором Українського технічно-господарського інституту.